# Liste der Monuments historiques in Mouy-sur-Seine
Die Liste der Monuments historiques in Mouy-sur-Seine führt die Monuments historiques in der französischen Gemeinde Mouy-sur-Seine auf.

## Liste der Bauwerke
| Bezeichnung          | Beschreibung | Standort | Kennzeichnung | Schutzstatus | Datum | Bild           |
| -------------------- | ------------ | -------- | ------------- | ------------ | ----- | -------------- |
| Kirche Ste-Geneviève |              | (Lage)   | PA00087154    | Inscrit      | 1928  | weitere Bilder |

## Liste der Objekte
Zum Verständnis siehe: Kirchenausstattung
- Monuments historiques (Objekte) in Mouy-sur-Seine in der Base Palissy des französischen Kultusministeriums